# Miyako Tanaka
Miyako Tanaka (japonès: 田中ウルヴェ京)  (Tòquio, 20 de febrer de 1967) és una nedadora japonesa, ja retirada, especialitzada en natació sincronitzada, que va competir durant la dècada de 1980.
El 1988 va prendre part en els Jocs Olímpics d'Estiu de Seül, on disputà les dues proves del programa de natació sincronitzada. En la prova de parelles, junt a Mikako Kotani, guanyà la medalla de bronze, mentre en la de solo quedà eliminada en sèries.
En el seu palmarès també destaca una medalla de bronze al Campionat del Món de natació de 1986.